# Пиратская партия (Франция)
Пиратская партия (фр. Parti pirate, PP) — политическая партия во Франции, созданная по образцу шведской Пиратской партии.
Партия предлагает реформу закона об авторском праве, свободный доступ к научным знаниям, а также защиту свободы личности. Как и другие пиратские партии по всему миру, она связана с Пиратским интернационалом (PPI). Молодёжная организация называется Parti Pirates Jeunes (PPJ; молодежь пиратской партии), соответственно Les Jeunes du Parti pirate (молодежь пиратской партии).

## История

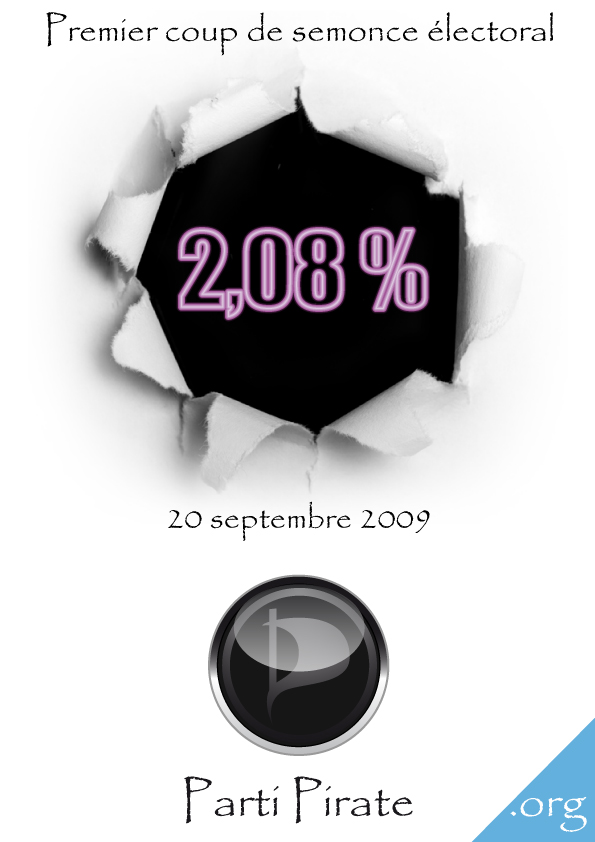
«Первый предупредительный выстрел на выборах 2,08 %».(предвыборный плакат)

Движение Французской пиратской партии было основано 21 июня 2006 года в связи с голосованием по французскому закону об авторском праве и смежных правах в информационном обществе, более известному как DADVSI. Из-за разногласий в 2007 году возникла новая секция Пиратской партии под названием Parti pirate français Canal historique (PPFCH). 4 апреля 2009 года основание Пиратской партии как организации было опубликовано в Journal officiel de la République française (страница 1663, № 1795). PP и PPFCH имели схожие цели и воссоединились летом 2009 года. Уже во время обсуждения закона HADOPI появилась ещё одна пиратская партия под названием Parti pirate français (PPF), основанная Реми Сересиани. PPF, имевшая идентичный логотип и схожее с PP название, была окончательно распущена в сентябре 2009 года.
PP приняла участие в 10-х выборах в департаменте Ивелин 20 сентября 2009 года и получила 472 голоса в первом туре (явка: 22,76 %), что составило 2,08 %. Нет данных о голосовании во втором туре (явка: 25,99 %), в котором победил консервативный кандидат от UMP.

## Выборы в законодательные органы власти 2012 года
Пиратская партия участвовала в выборах в парламент 2012 года, выдвинув 101 кандидата. Их цель состояла в том, чтобы 50 кандидатов получили более 1 %, что позволило бы им получить государственное финансирование, но только 24 кандидата получили более 1 %. Они получили в среднем 0,85 % по округам, в которых они баллотировались. Их лучшим результатом в столичной Франции стал округ Верхний Рейн с 2,41 %, но в целом их лучший результат был достигнут в 7-м избирательном округе заморских граждан Франции, где они получили 2,85 %.